# Belmont Cameli
Belmont Cameli, né le 28 février 1998, est un acteur et mannequin américain. Il est principalement connu pour son rôle de Jamie Spano dans la série Sauvés par le gong (2020–2021), et pour son interprétation d’Eli dans le film Netflix Along for the Ride (2022).

## Biographie
Belmont Cameli est né à Naperville, dans l’État de l’Illinois. Il se passionne très tôt pour les arts de la scène et participe à plusieurs productions théâtrales au lycée. Après l'obtention de son diplôme, il entame une carrière dans le mannequinat, puis dans le cinéma.
Cameli fait ses débuts d’acteur en 2018 avec une apparition dans la série télévisée Empire. Il se fait remarquer en interprétant Jamie Spano, le fils du personnage de Elizabeth Berkley (Jessie Spano), dans le reboot de Sauvés par le gong.
En 2022, il tient le rôle principal masculin dans le film romantique Along for the Ride, produit par Netflix et adapté du roman de Sarah Dessen. Il y incarne Eli, un jeune homme mystérieux et réservé qui développe un lien avec l’héroïne.
En 2025, il joue Frankie Boy dans le drame criminel The Alto Knights, puis incarne Abel dans le film d’horreur Until Dawn, adaptation du jeu vidéo éponyme sorti en 2015. Le long-métrage propose une nouvelle intrigue avec des personnages inédits.

## Filmographie

### Cinéma
| Année | Titre                | Rôle        | Remarques |
| ----- | -------------------- | ----------- | --------- |
| 2019  | The Husband          | Marcus      |           |
| 2020  | Most Guys Are Losers | Trevor      |           |
| 2022  | Along for the Ride   | Eli         |           |
| 2025  | The Alto Knights     | Frankie Boy |           |
| 2025  | Until Dawn           | Abel        |           |

### Télévision
| Année     | Titre                 | Rôle           | Remarques                           |
| --------- | --------------------- | -------------- | ----------------------------------- |
| 2018      | Empire                | Serveur        | Épisode : « Love All, Trust a Few » |
| 2020–2021 | Sauvés par le gong    | Jamie Spano    | 20 épisodes                         |
| 2023      | Based on a True Story | Mason          | 3 épisodes                          |
| À venir   | Off Campus            | Garrett Graham | En préproduction                    |